# Richard Eyre
Sir Richard Eyre, nascut Richard Charles Hastings Eyre, CBE (Barnstaple, 28 de març de 1943) és un director de cinema, teatre i televisió anglès.

## Biografia
Va néixer a Devon, va estudiar a Peterhouse, el college més antic de la Universitat de Cambridge. Va ser director artístic del Royal National Theatre de 1988 a 1997, realitzant obres com L'òpera dels tres rals, El rei Lear i Ricard III.
El 1994 posa en escena a la Royal Opera House La Traviata, interpretada per Angela Gheorghiu. Per la seva tasca teatral ha guanyat diversos premis, incloent-hi un premi Laurence Olivier.
Debuta com a director de cinema el 1983 amb  The Ploughman's Lunch, seguit per Laughterhouse, de 1984. En els anys següents treballa principalment per a la televisió, dirigint alguns telefilms, incloent Suddenly, Last Summer , adaptació televisiva de De sobte l'últim estiu de Tennessee Williams.
Torna a la direcció al cinema el 2001, dirigint Judi Dench a Iris, el 2004 dirigeix Bellesa prohibida mentre que el 2006 treballa amb Dench novament junta amb Cate Blanchett a Notes on a Scandal.
El 2008 va dirigir la pel·lícula Crònica d'un engany, amb Laura Linney, Liam Neeson i Antonio Banderas, rodada a Cernobbio, al Llac de Como.

## Filmografia

### Cinema
- The Ploughman's Lunch (1983)
- Laughterhouse (1984)
- Iris (2001)
- Bellesa prohibida (Stage Beauty) (2004)
- Notes on a Scandal (2006)
- Crònica d'un engany (The Other Man) (2008)